# シュコダ・ルームスター
ルームスター (ROOMSTER)は、シュコダが製造販売していた自動車である。

## 概要
ルームスターは初代オクタビアおよび初代ファビアとコンポーネントを一部共有しているものの、シュコダがフォルクスワーゲングループ入りしてから、既存のフォルクスワーゲンのプラットフォームをベースとせずに開発した最初の車種である。
2006年3月のジュネーヴモーターショーで市販モデルが初公開され、同年7月から発売が開始された。
2006年12月、ボローニャモーターショーでクロスカントリー版（クロスオーバーSUV）のルームスター・スカウト (Roomster Scout) が発表された

### エンジン
ルームスター/プラクティクのエンジンは以下の通り：
- 1.2 L 直3 ガソリン 51 kW (69 ps)
- 1.4 L 直4 ガソリン 63 kW (86ps)
- 1.6 L 直4 ガソリン 77 kW (105 ps) ※ルームスターのみ。ティプトロニック付きATも用意される。
- 1.4 L 直3 TDI ディーゼル 51 kW (69 ps)
- 1.4 L 直3 TDI ディーゼル 59 kW (80 ps) ※ルームスターのみ
- 1.9 L 直4 TDI ディーゼル 77 kW (105 ps) ※ルームスターのみ

### コンセプトモデル

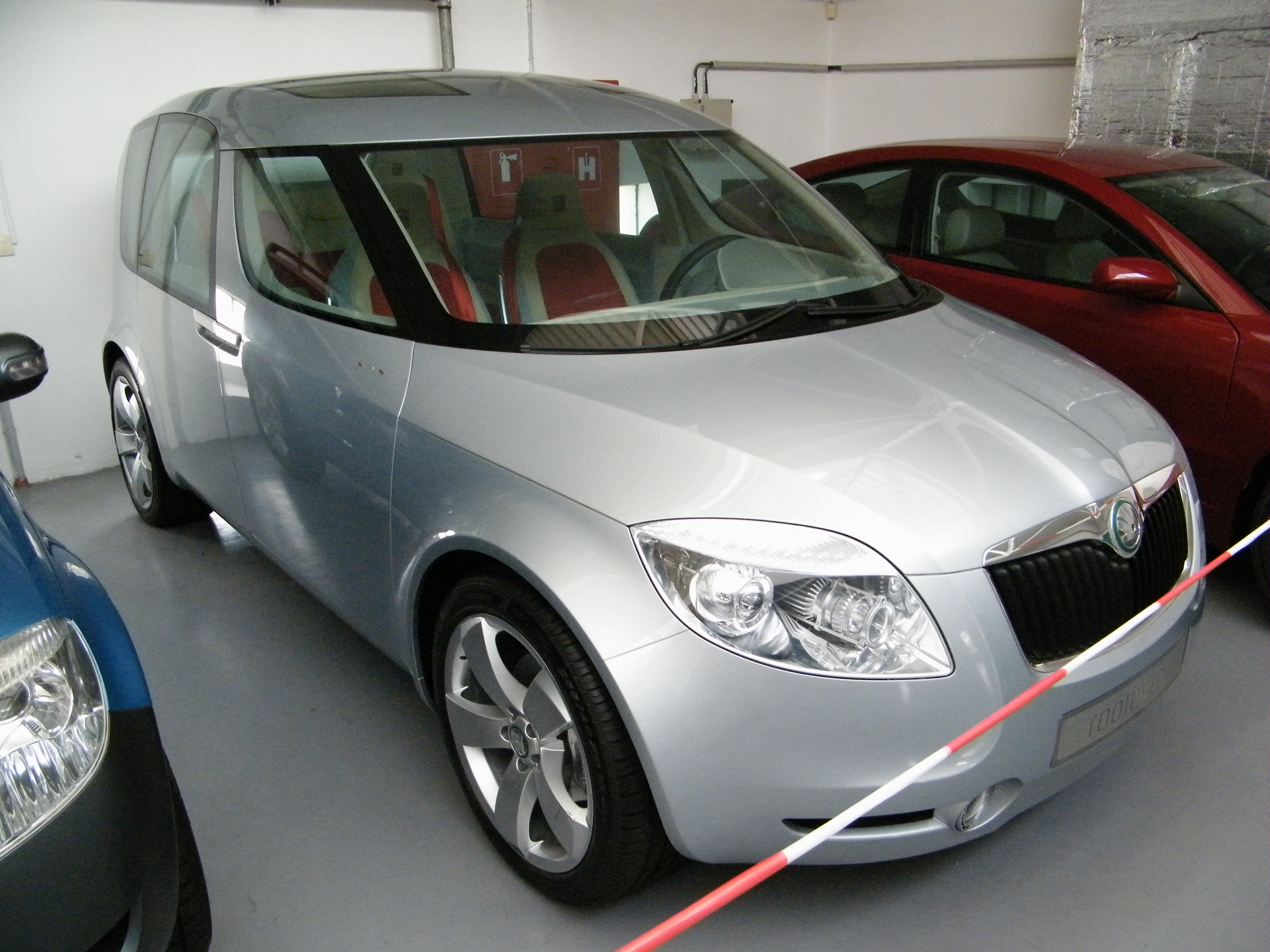
ルームスターコンセプト

2003年9月のフランクフルトモーターショーに同名のコンセプトカーを出展。市販モデルはコンセプトと比較して全長がやや長く、ホイールベースは逆に短くなっている。また、コンセプトモデルでは助手席側にはスライドドア1枚が配されていたが、市販モデルでは両側ともヒンジドア2枚（4ドア）+バックドアというオーソドックスな仕様に改められている。